# Биеннале африканской фотографии
Биеннале африканской фотографии (фр. Rencontres Africaines de la Photographie) — масштабная международная выставка современного фотоискусства, проводимая с 1994 раз в два года в столице Мали городе Бамако; на выставке также регулярно проводятся семинары и устраиваются кинопоказы; управляется совместно правительством Мали и институтом «Institut Français». Основные площадки — Национальный музей Мали, музей «District Museum» и Национальная библиотека; последняя биеннале состоялась в 2017 году.

## История и описание
Серия выставок «Биеннале африканской фотографии» (Rencontres Africaines de la Photographie, букв. африканские фотографические встречи) начала проводиться в Бамако (Мали) в 1994 году; масштабное мероприятие использовало сразу несколько культурных центров города, включая Национальный музей, музей «District Museum» и отдельные помещения Национальной библиотеки страны. Помимо экспозиций работ, созданных современными фотохудожниками, в рамках биеннале проходили также образовательные мероприятия (лекции, семинары, коллоквиумы) и кинопоказы.
Организаторами события, проходящего раз в два года, являются правительство Мали (прежде всего, министерство культуры страны) и институт «Institut Français». В ходе одиннадцати прошедших к 2019 году мероприятий были представлены работы целого ряда известных фотографов, включая произведения Уильяма Кентриджа, Сэмюэля Фоссо, документалиста Питера Хьюго и Занеле Мухоли. На биеннале также вручаются сразу несколько премий и призов (помимо специального приза от жюри), в том числе «Coup de coeur Accor», «AFAA-Afrique en Création», отдельная награда за фоторепортаж и премия «Elan de l’Agence Française de Développement». Биеннале 2013 года было отменено из-за соображений безопасности (см. Туарегское восстание 2012—2013 годов). С 31 октября по 31 декабря 2015 года прошло десятое, юбилейное, событие — его руководителем был куратор Биси Сильва (Bisi Silva). Организаторы выставки 2017 года полагали, что «Африка извлекает выгоду из западного энтузиазма, который не могут поколебать ни терроризм, ни социальные, политические или военные конфликты. В то же время на африканском континенте новое поколение мыслителей и деятелей культуры обновляет интерпретационные рамки и возлагает надежды на то, что Африка найдет решения своих проблем — при условии, что жители континента будут вооружены правильными концептуальными инструментами.»
Мероприятие 2019 года получило собственное название «Streams of Consciousness» (букв. потоки сознания); оно пройдёт с 30 ноября 2019 по 31 января 2020 года под художественным руководством Бонавентура Со Беженг Ндикунга (Bonaventure Soh Bejeng Ndikung, род. 1977). Ожидается, что в нём примут участие художники из Египта, Мадагаскара, Канады, Ганы, Камеруна, ЮАР, Перу и целого ряда других стран.